# 鉄柱 (武器)

鉄柱（てっちゅう）は、暗器の一種。鉄製で拳で握り、または指にはめて拳よりでた先端を用いて攻防を行う。琉球古武道の武器の一つである。
使い方としては中指に鉄柱をはめ、鉄柱の先端がわずかに指の先から出るくらいまでもってくる。その時には相手にはこの武器が見えにくい。拳よりでた先端の部分で相手の急所を突き込む。
種類としては前述のように鉄製や、木製で作った物があり、形はいろいろなものがある。

## 流派
鉄柱の型については小林流の「ジオン」の型から平信賢が編み出しており、今日まで伝えられている。その他に知花朝信の弟子の池原某が残した池原の鉄中の型がある。